# Ridgeley
Ridgeley est une ville américaine située dans le comté de Mineral en Virginie-Occidentale.
Selon le recensement de 2010, Ridgeley compte 675 habitants. La municipalité s'étend sur 0,30 milles carrés (0,78 km2).
La ville est d'abord appelée Saint Clairsville, en l'honneur du général Saint Clair. Elle devient par la suite Ridgeley, du nom des propriétaires des terres où elle fut construite,. Ridgeley devient une municipalité le 28 novembre 1914.